# Osieczna (gromada w powiecie starogardzkim)
Osieczna – dawna gromada, czyli najmniejsza jednostka podziału terytorialnego Polskiej Rzeczypospolitej Ludowej w latach 1954–1972.
Gromady, z gromadzkimi radami narodowymi (GRN) jako organami władzy najniższego stopnia na wsi, funkcjonowały od reformy reorganizującej administrację wiejską przeprowadzonej jesienią 1954 do momentu ich zniesienia z dniem 1 stycznia 1973, tym samym wypierając organizację gminną w latach 1954–1972.
Gromadę Osieczna z siedzibą GRN w Osiecznej utworzono – jako jedną z 8759 gromad na obszarze Polski – w powiecie starogardzkim w woj. gdańskim na mocy uchwały nr 23/III/54 WRN w Gdańsku z dnia 5 października 1954. W skład jednostki wszedł obszar dotychczasowej gromady Krówno, ponadto miejscowość Zdrójno z dotychczasowej gromady Linówek, miejscowość Starzyska z dotychczasowej gromady Osówek oraz wieś Osieczna i przysiółki Nowy Dwór, Owcze Błota i Leśny Dwór z dotychczasowej gromady Osieczna – ze zniesionej gminy Osieczna w tymże powiecie. Dla gromady ustalono 12 członków gromadzkiej rady narodowej.
1 stycznia 1960 do gromady Osieczna włączono obszar zniesionej gromady Szlachta w tymże powiecie.
1 stycznia 1962 do gromady Osieczna włączono miejscowości Kłaniny i Zimne Zdroje ze zniesionej gromady Huta Kalna oraz miejscowości Długie i Cisiny ze zniesionej gromady Kasparus w tymże powiecie; z gromady Osieczna wyłączono natomiast serię parceli z obrębów Jawornik (karty map 5 i 8) i Połom (karta mapy 1), włączając je do gromady Lubichowo tamże.
1 stycznia 1970 do gromady Osieczna włączono obszar o powierzchni 134,40 ha z osiedla Czarna Woda w tymże powiecie.
Gromada przetrwała do końca 1972 roku, czyli do kolejnej reformy gminnej. 1 stycznia 1973 w powiecie starogardzkim w woj. gdańskim reaktywowano zniesioną w 1954 roku gminę Osieczna (od 1999 w woj. pomorskim).